# Muséum Henri-Lecoq
Pour les articles homonymes, voir Muséum d'histoire naturelle.
Le muséum Henri-Lecoq est un musée d'histoire naturelle fondé en 1873 et situé à Clermont-Ferrand dans le Puy-de-Dôme. Il porte le nom du naturaliste Henri Lecoq, dont le legs à la ville de Clermont-Ferrand forma la base des collections du musée. On y trouve de riches collections dans différents domaines.

## Histoire

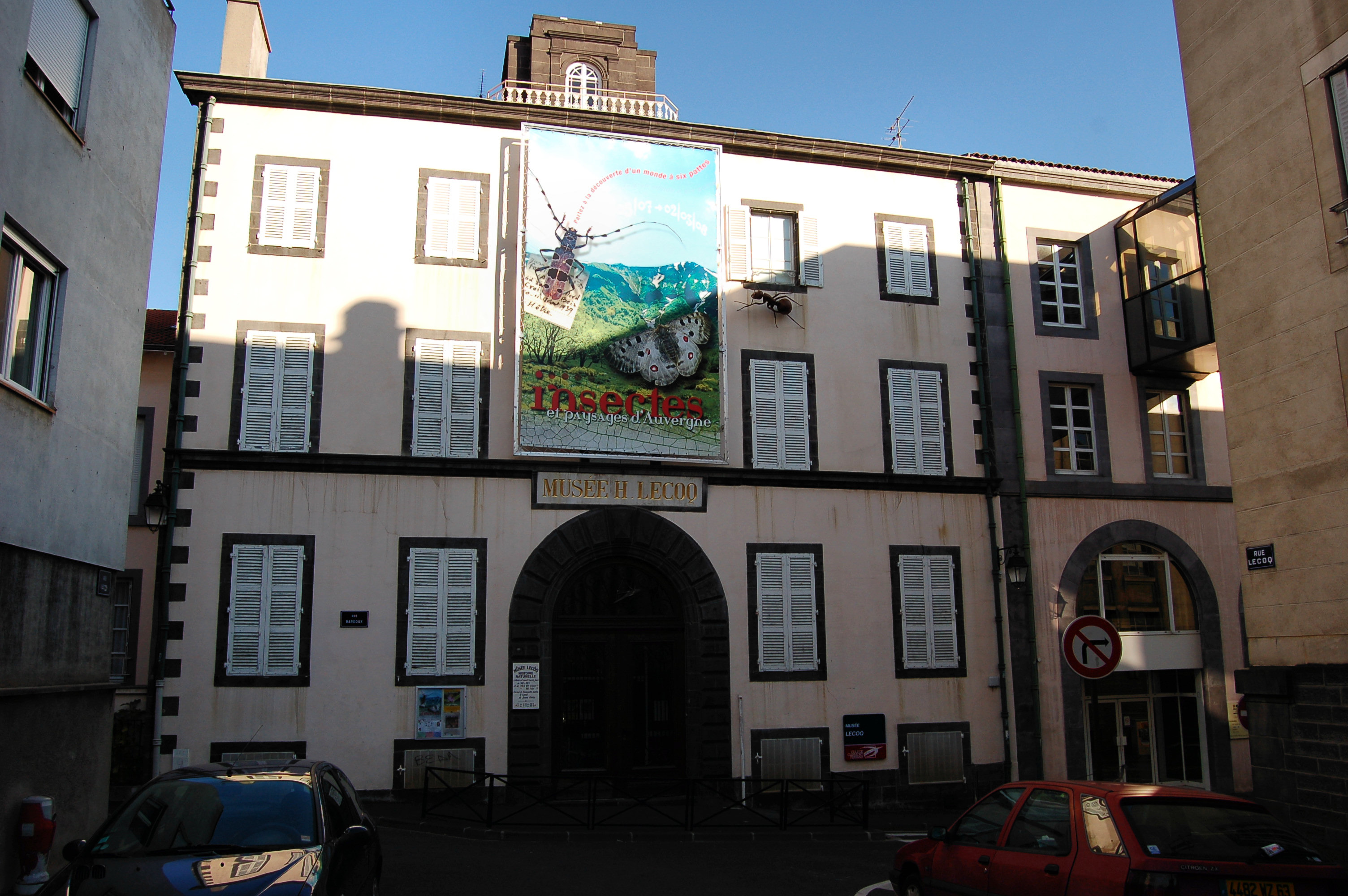
Façade du musée.

Ce musée a été officiellement inauguré en 1873. Henri Lecoq légua sa collection à la ville de Clermont-Ferrand qui, achetant son hôtel particulier, en fit un musée.

## Collections

### Botanique
Le département de botanique conserve plus de 200 000 représentants du monde végétal, avec en particulier :
- un herbier constitué de plus de 150 000 parts, dont l'herbier Lecoq[3]
- une collection de graines
- une collection de pollens
- des modèles de poires en plâtre du XIXe siècle et de modèles de champignons

L'herbier du musée Lecoq est conservé avec les herbiers universitaires de Clermont-Ferrand, qui comprennent plus de 430 000 parts et représentent la 3e collection universitaire française et la 4e collection nationale.
Ces herbiers ne sont pas accessibles au public.

### Géologie
Le muséum Henri-Lecoq possède une grande collection de roches et de minéraux, dont une collection de roches volcaniques de la région, et une collection de pierres précieuses et semi-précieuses.

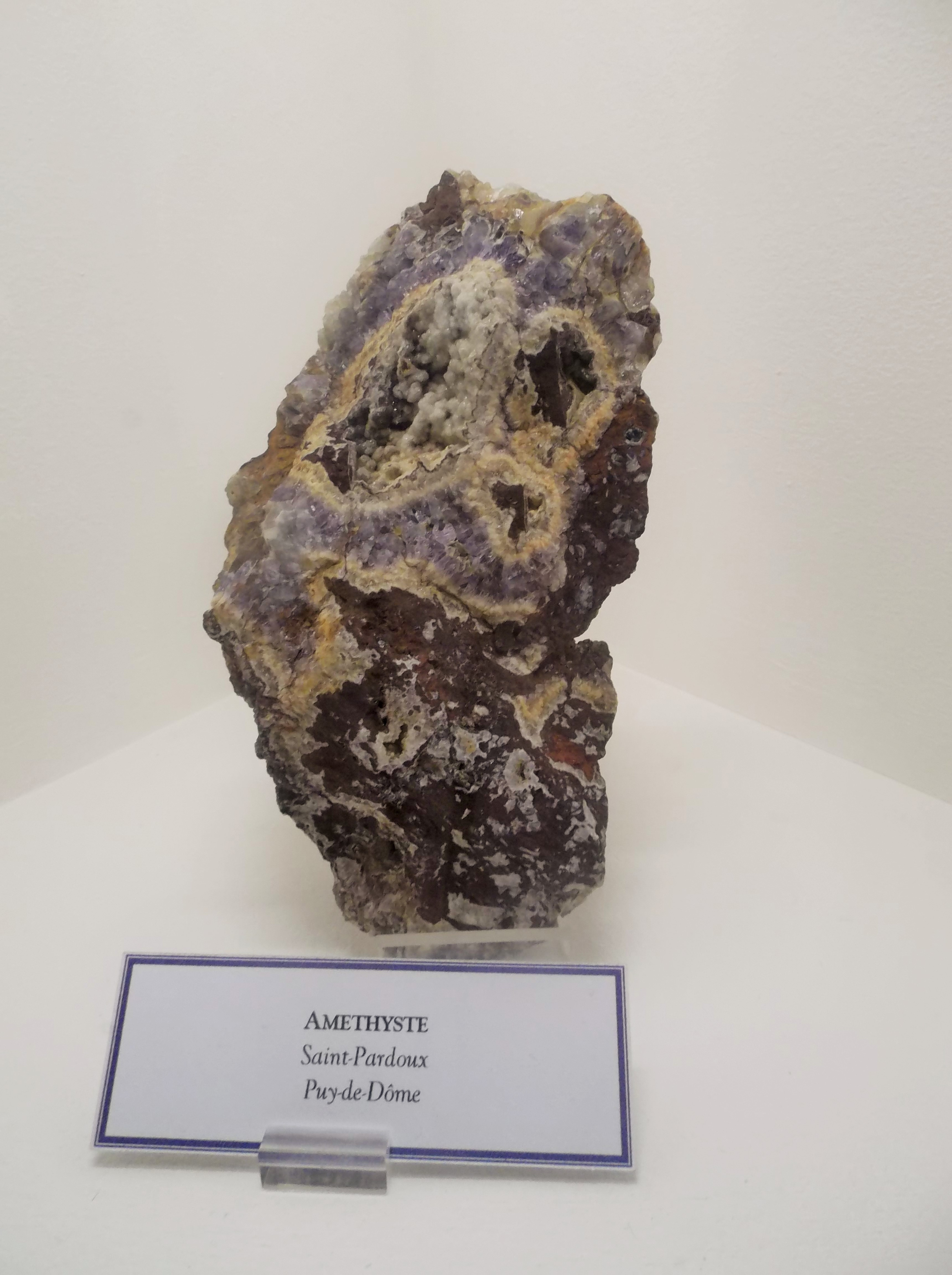
Améthyste.
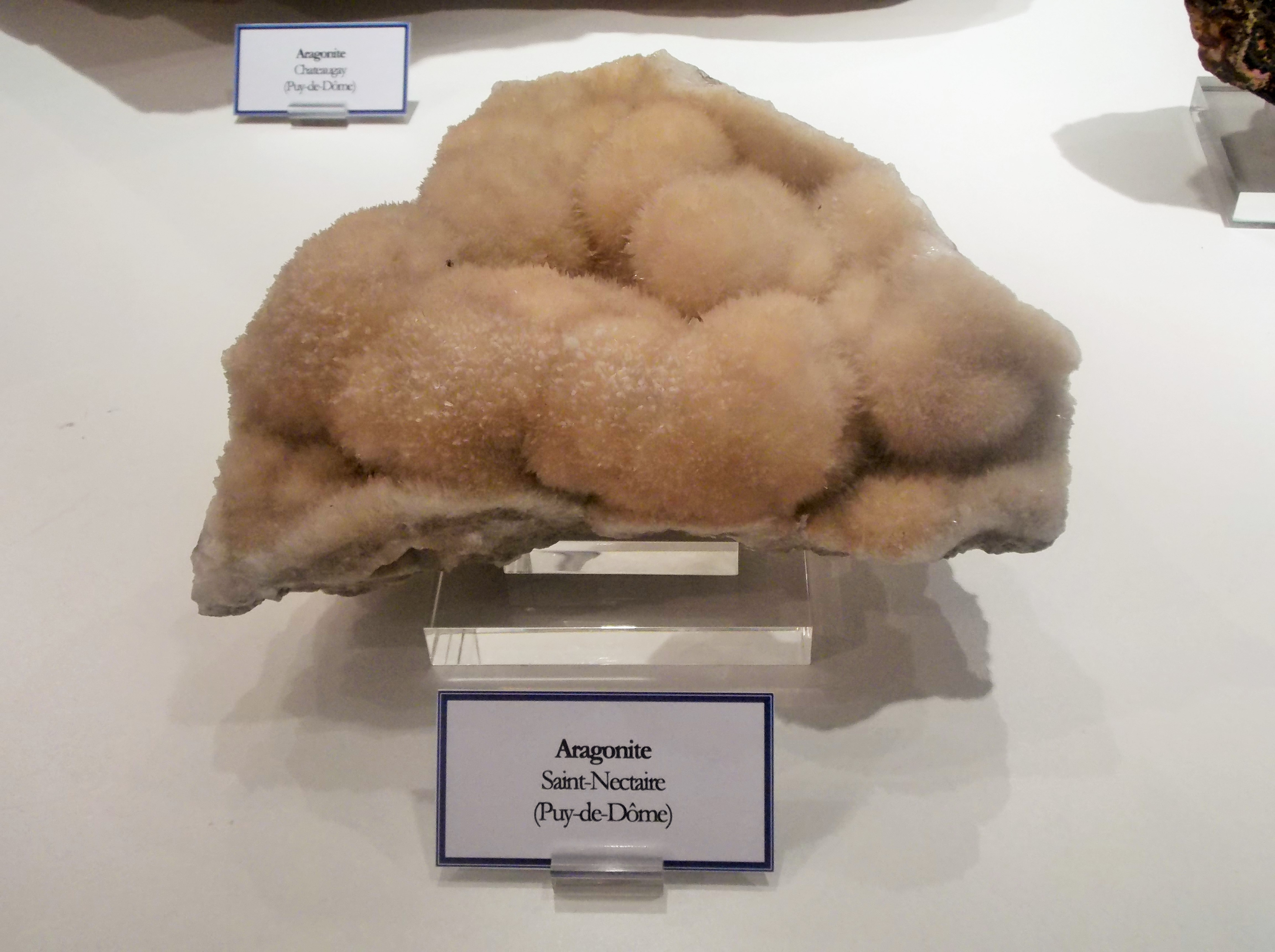
Aragonite.
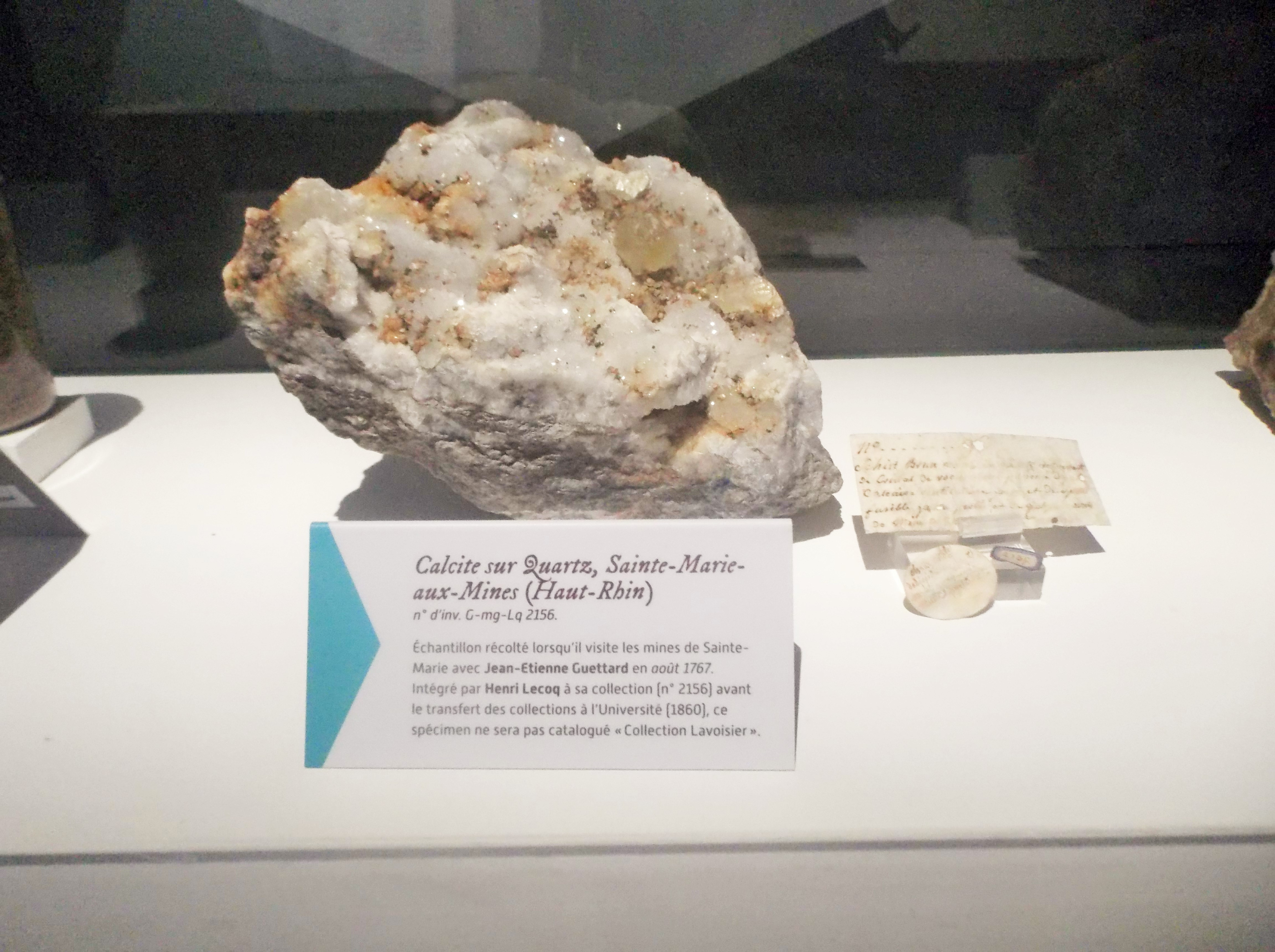
Calcite.
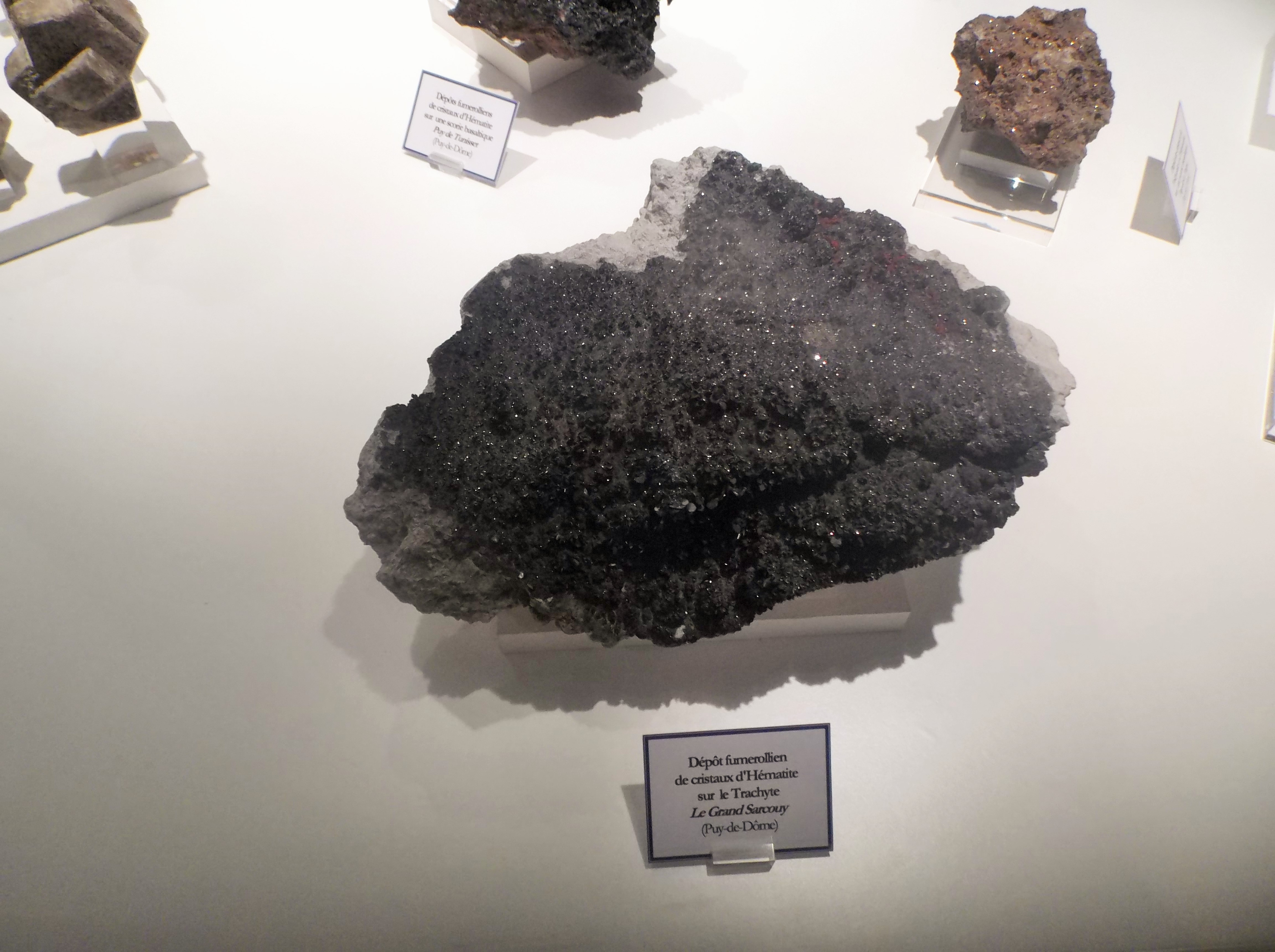
Dépôt cristaux d'hématite sur trachyte.
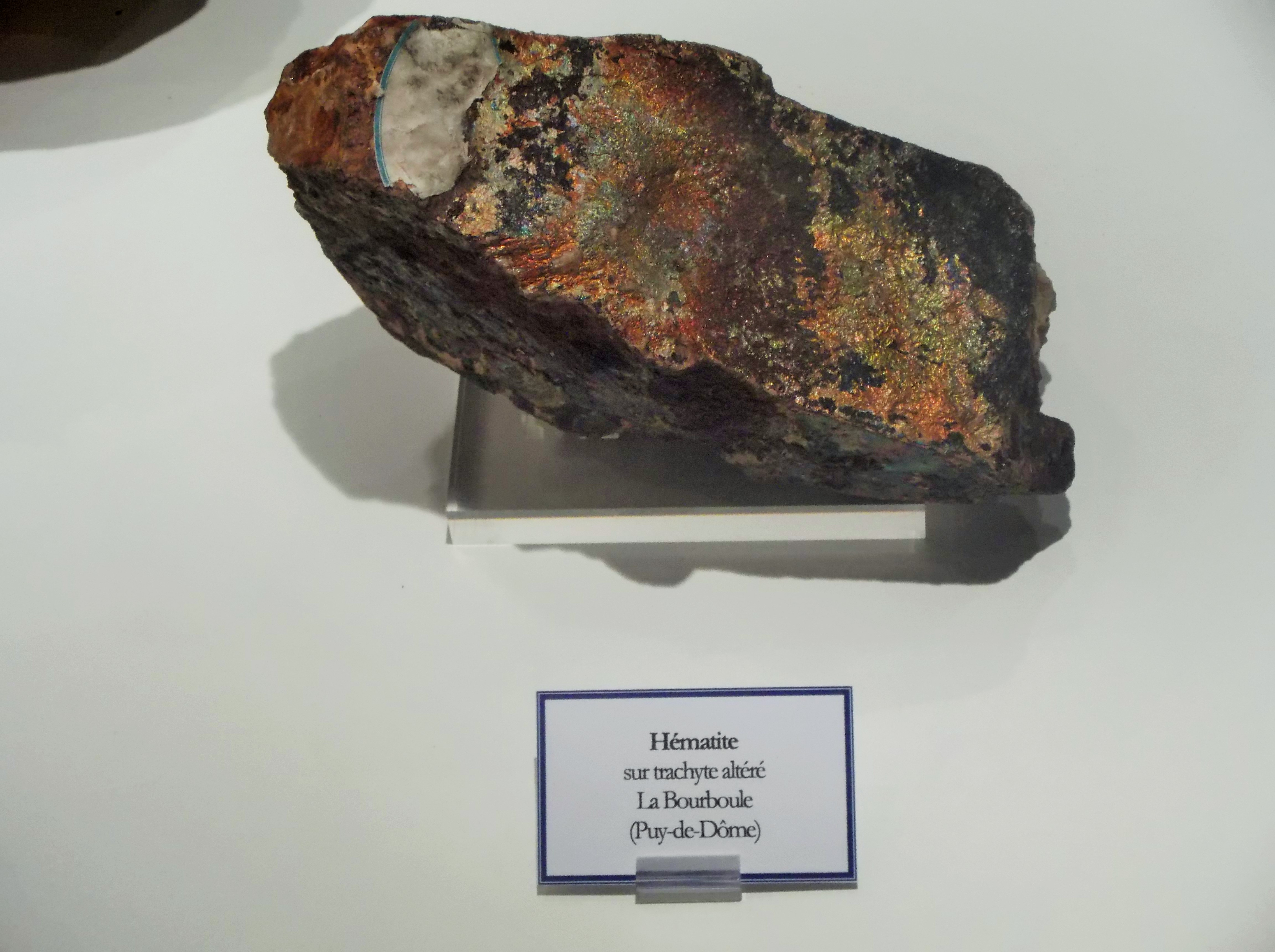
Hématite sur trachyte.
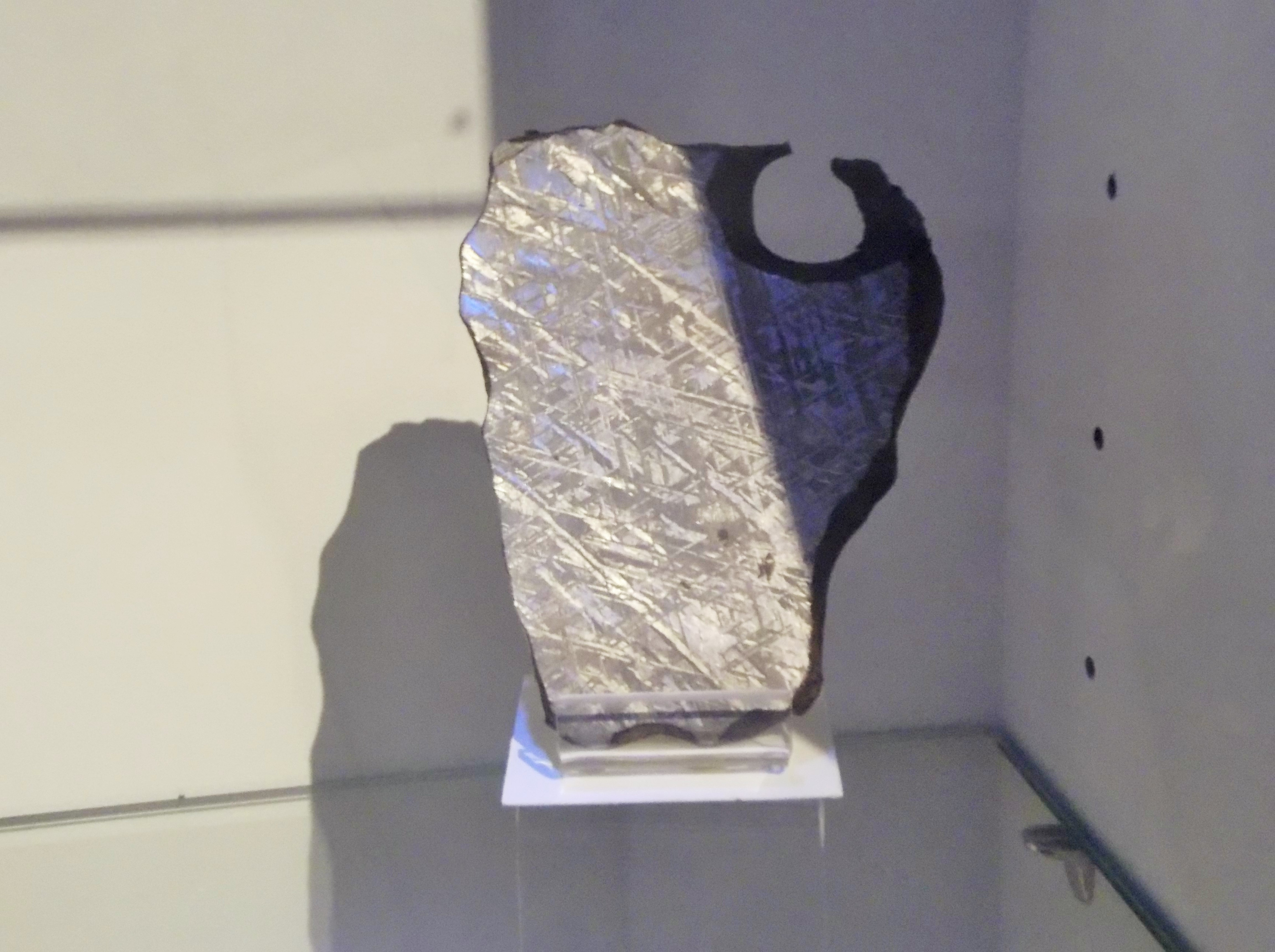
Météorite de Gibeon.

### Paléontologie
Le musée dispose d'une collection de fossiles, de la région et d'ailleurs.

Reconstitution d'Anthracotherium.
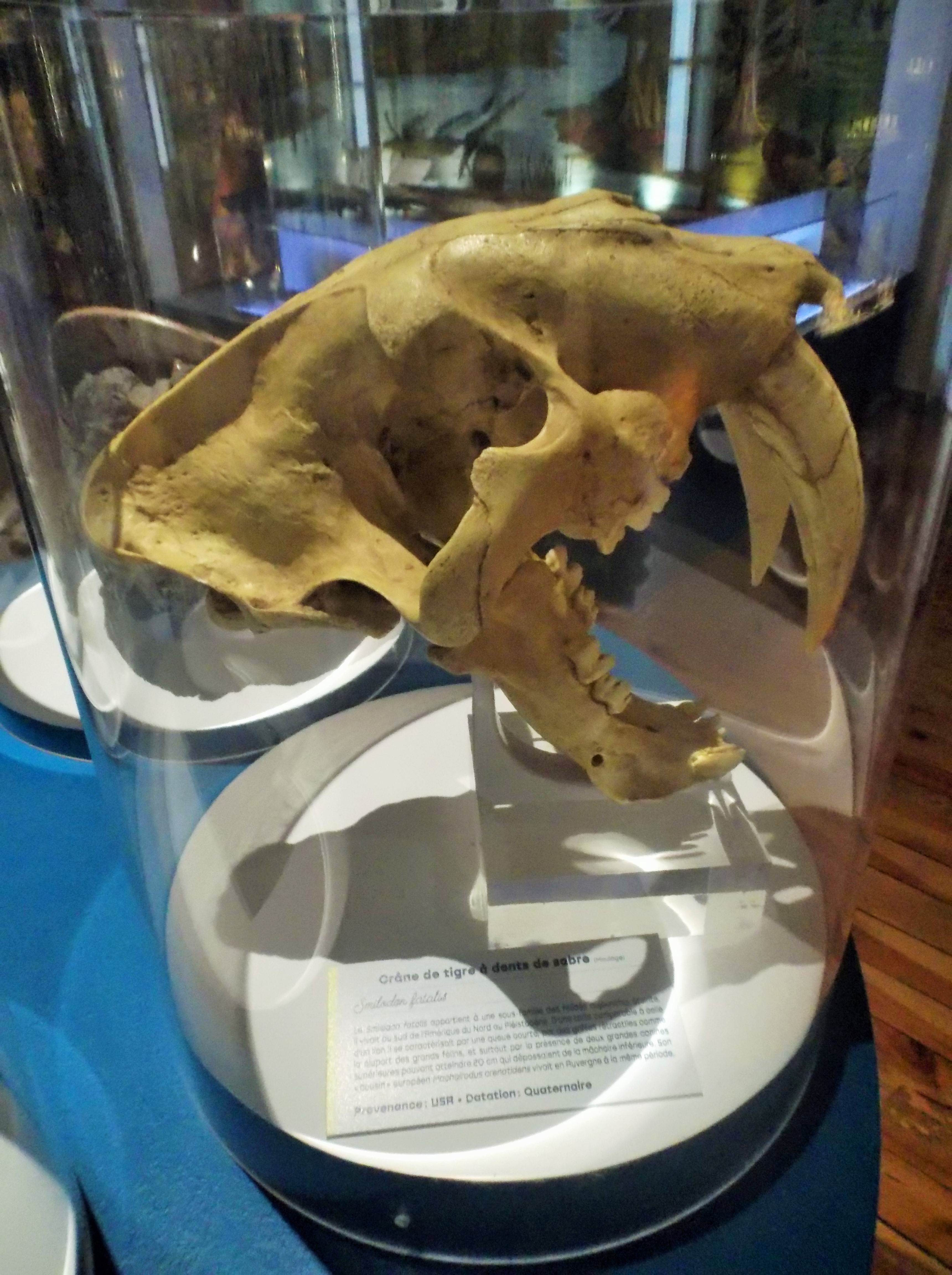
Crâne de tigre à dents de sabre.
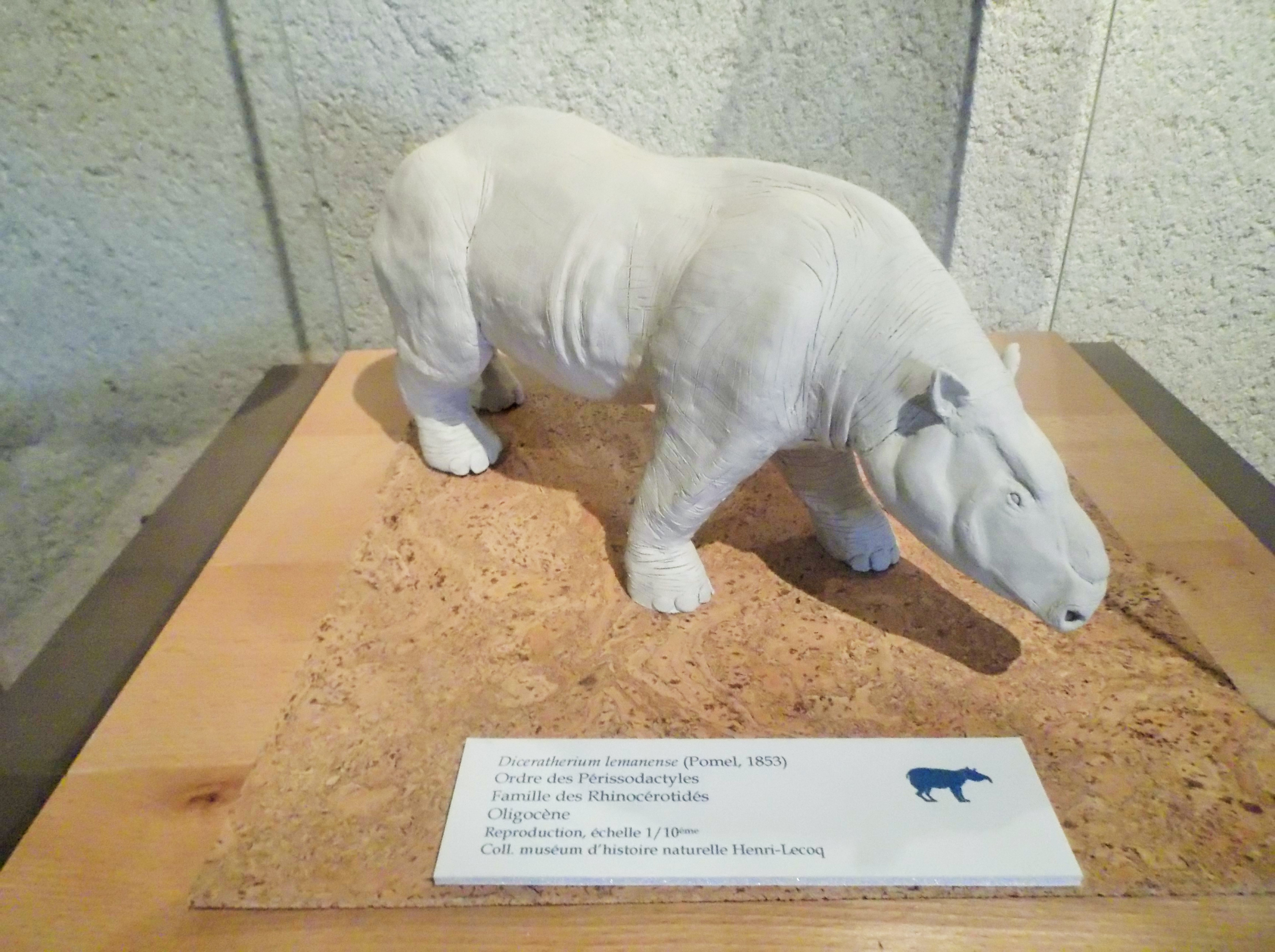
Reconstitution de Dicerathierium.
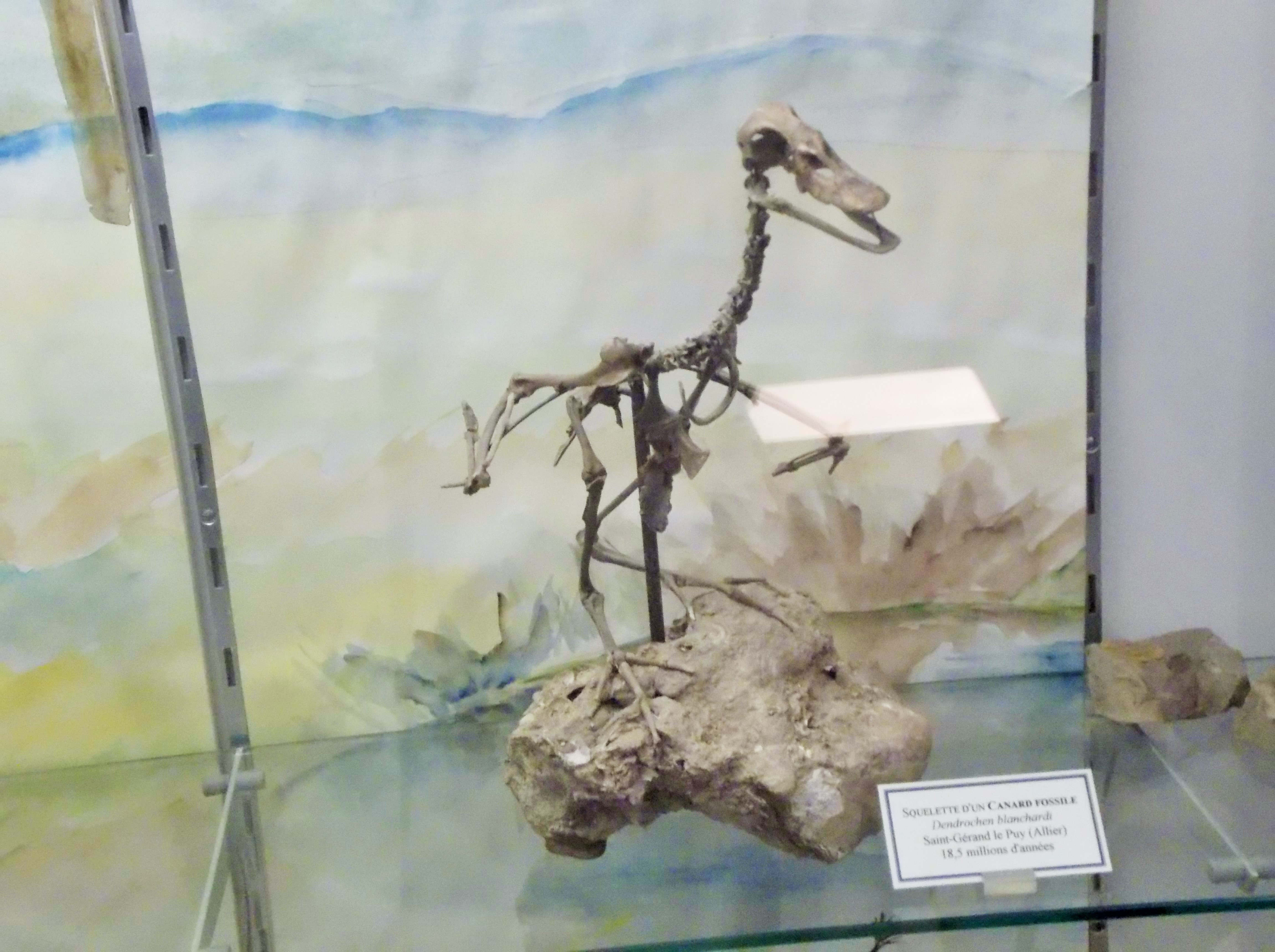
Squelette de canard de Blanchard.
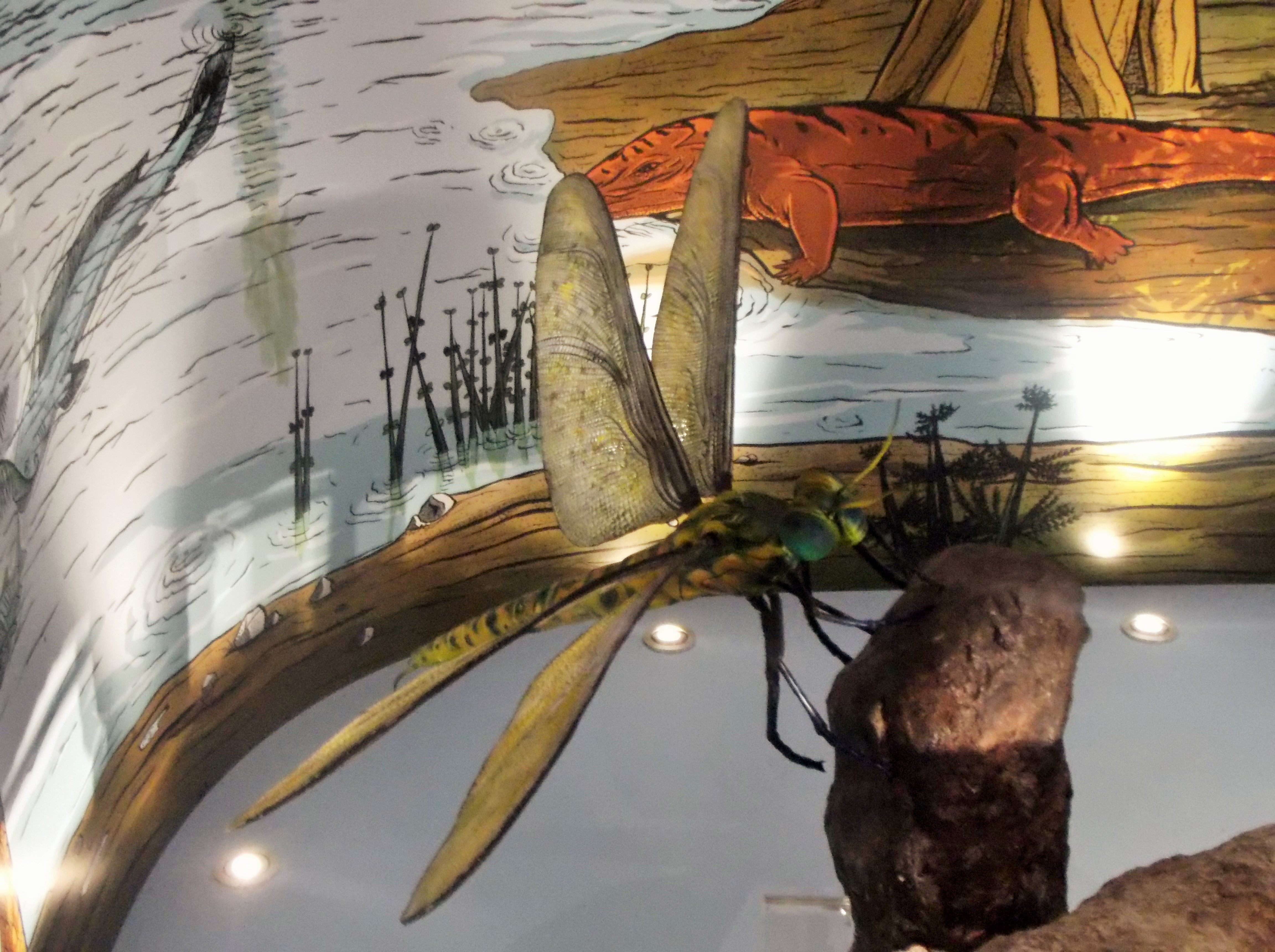
Reconstitution de Meganeura.
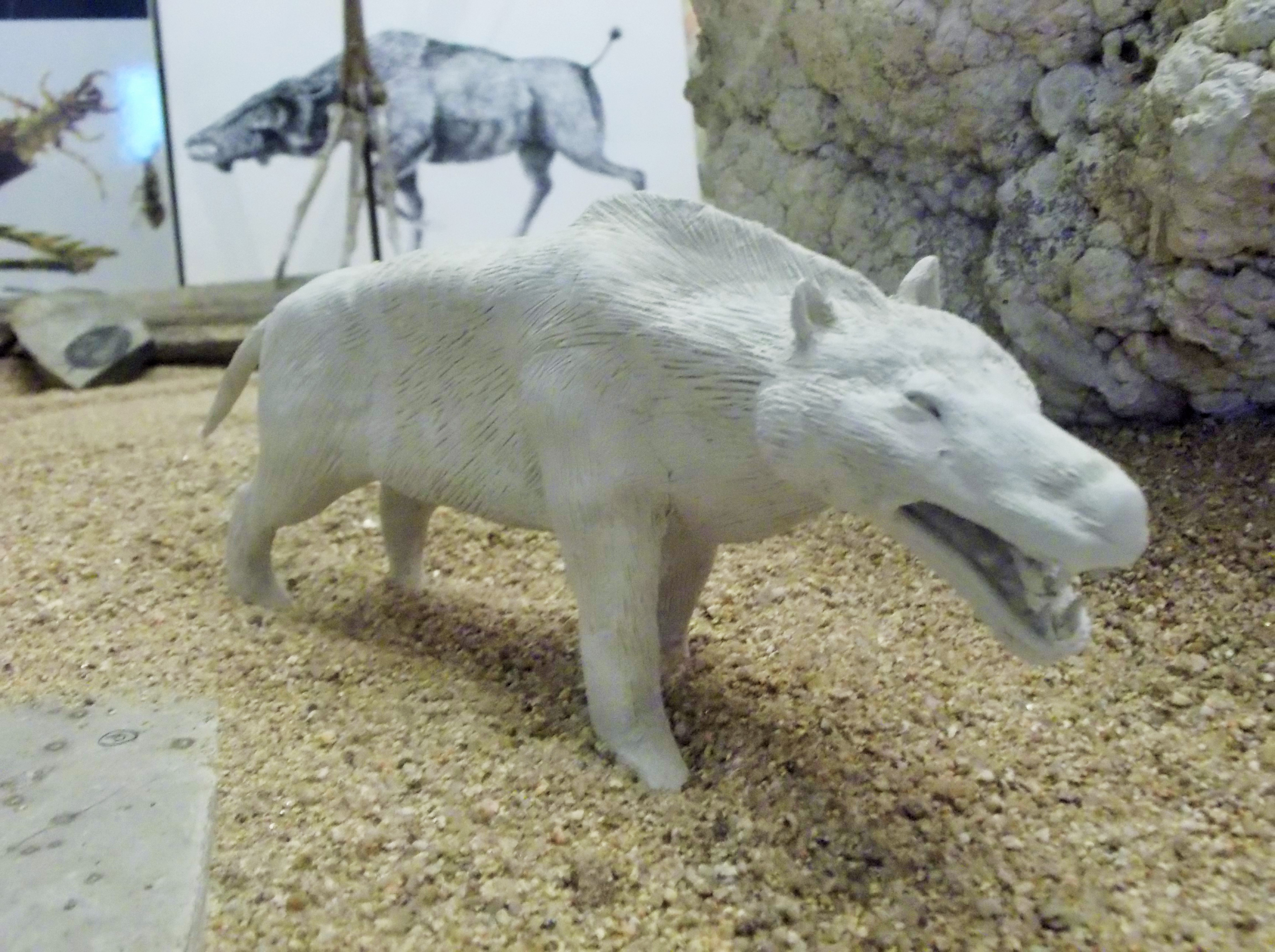
Reconstitution de hyaenodon.

### Zoologie
Le musée possède dans ses collections plus de 300 000 représentants du monde animal d'Auvergne et d'ailleurs, avec en particulier : 
- de nombreux animaux naturalisés et présentés dans leur habitat naturel dans les salles du musée, pour les vertébrés
- environ 200 000 insectes dans les collections, dont celle léguée par le coléoptériste Henri Venet (62 000 spécimens du paléarctique). Elle contient de façon insolite un spécimen du coléoptère endémique d'Auvergne légendaire, Aphodius arvernicus, qui s'avère être une supercherie scientifique[6].
- une collection de malacologie d’environ 100 000 coquilles. Le Muséum d'histoire naturelle conserve la collection de Pierre-Louis Duclos, acquise en 1854 par Henri Lecoq, constituée de 80 000 spécimens provenant du monde entier et représentant tous les groupes de mollusques.

### Histoire des sciences et techniques
Le musée rassemble des collections d'instruments scientifiques et techniques ayant fait partie de collections de grands savants.
Le musée conserve notamment une pascaline inventée par Blaise Pascal qui fut la première machine de l'histoire du calcul mécanique.

### Patrimoine écrit et graphiques
Le muséum possède et présente dans ses expositions des ouvrages historiques, des planches, des cartes et des archives.

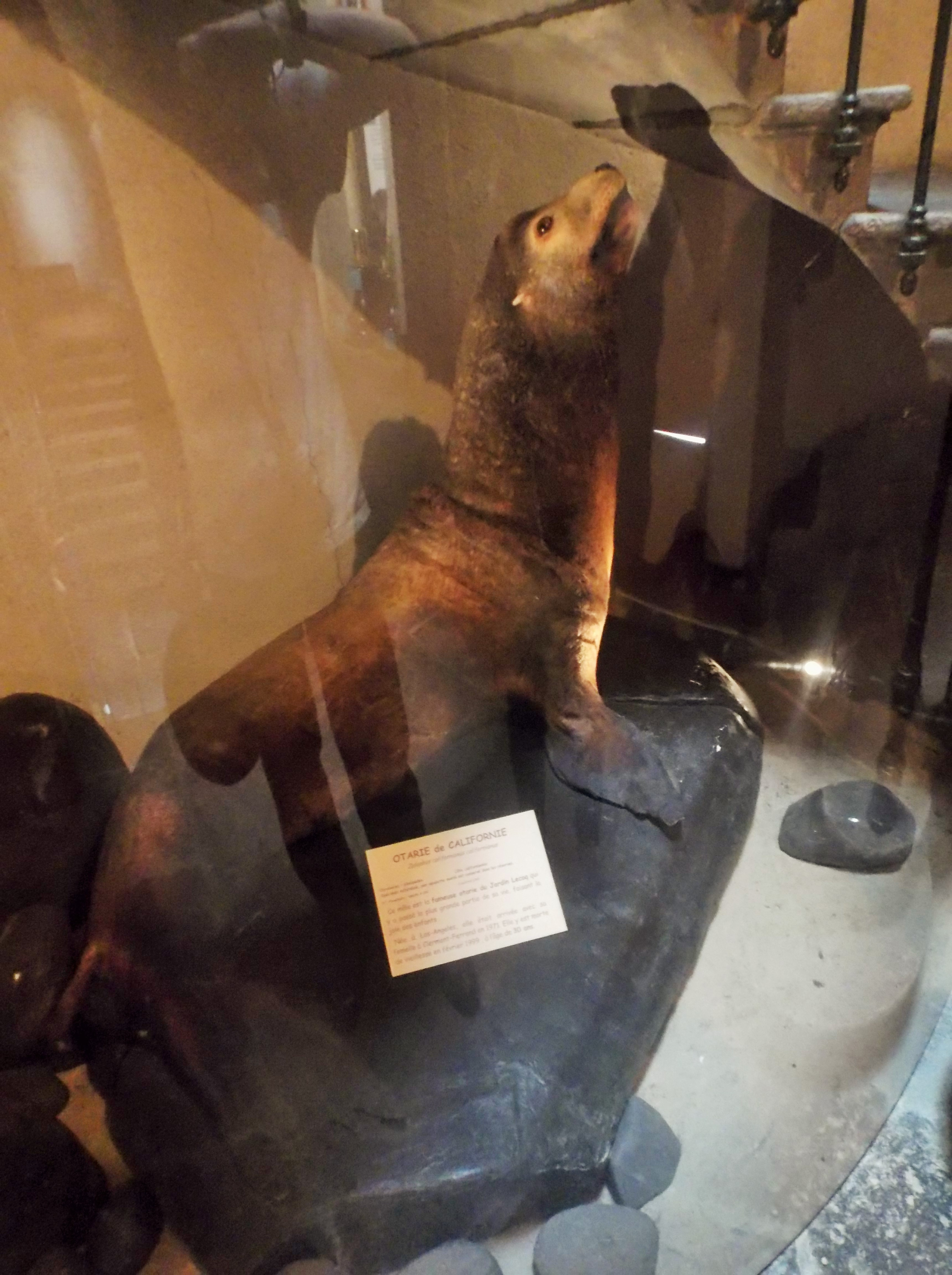
Otarie du jardin Lecoq naturalisée.
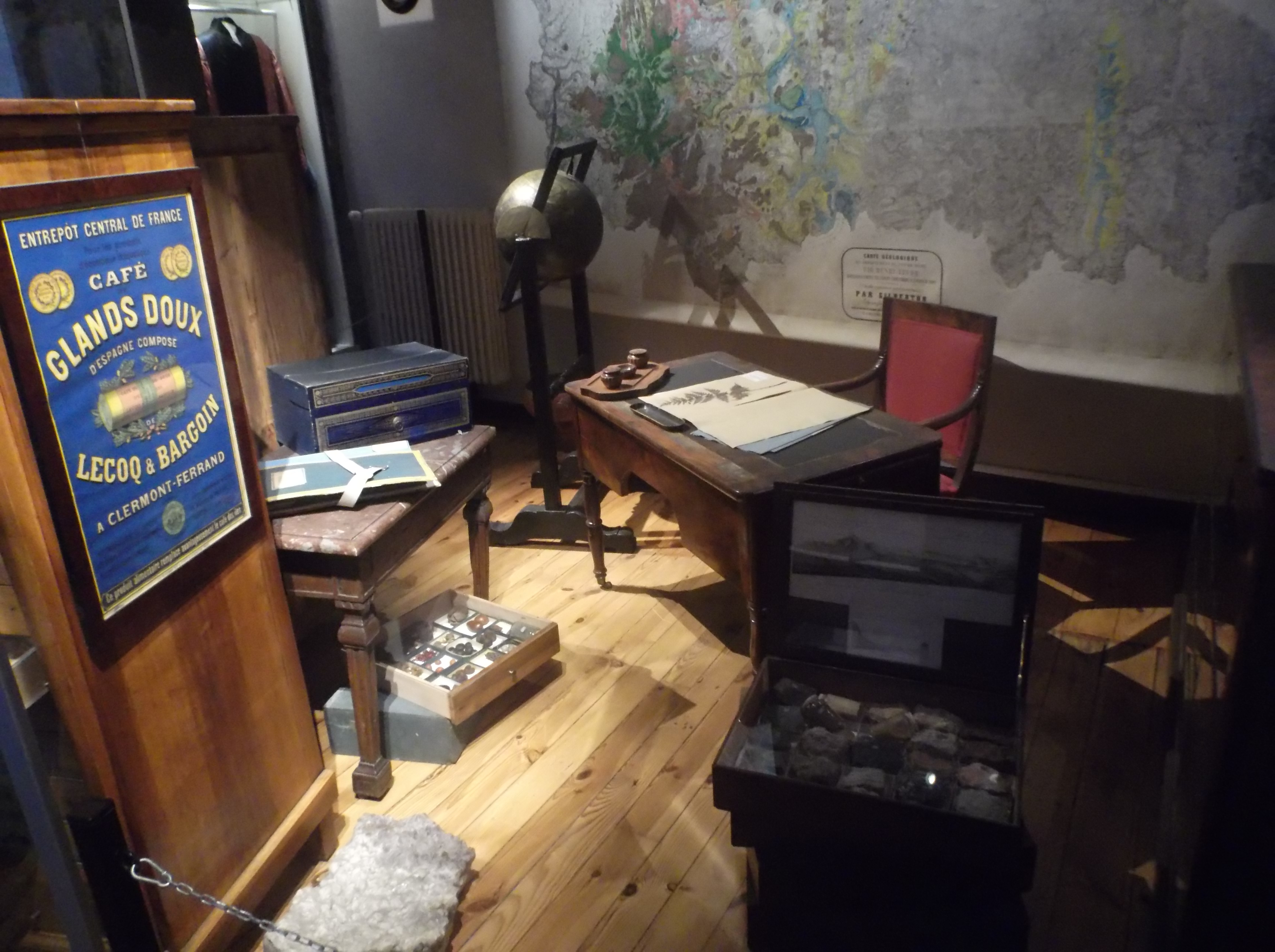
Salle consacrée à Henri Lecoq.
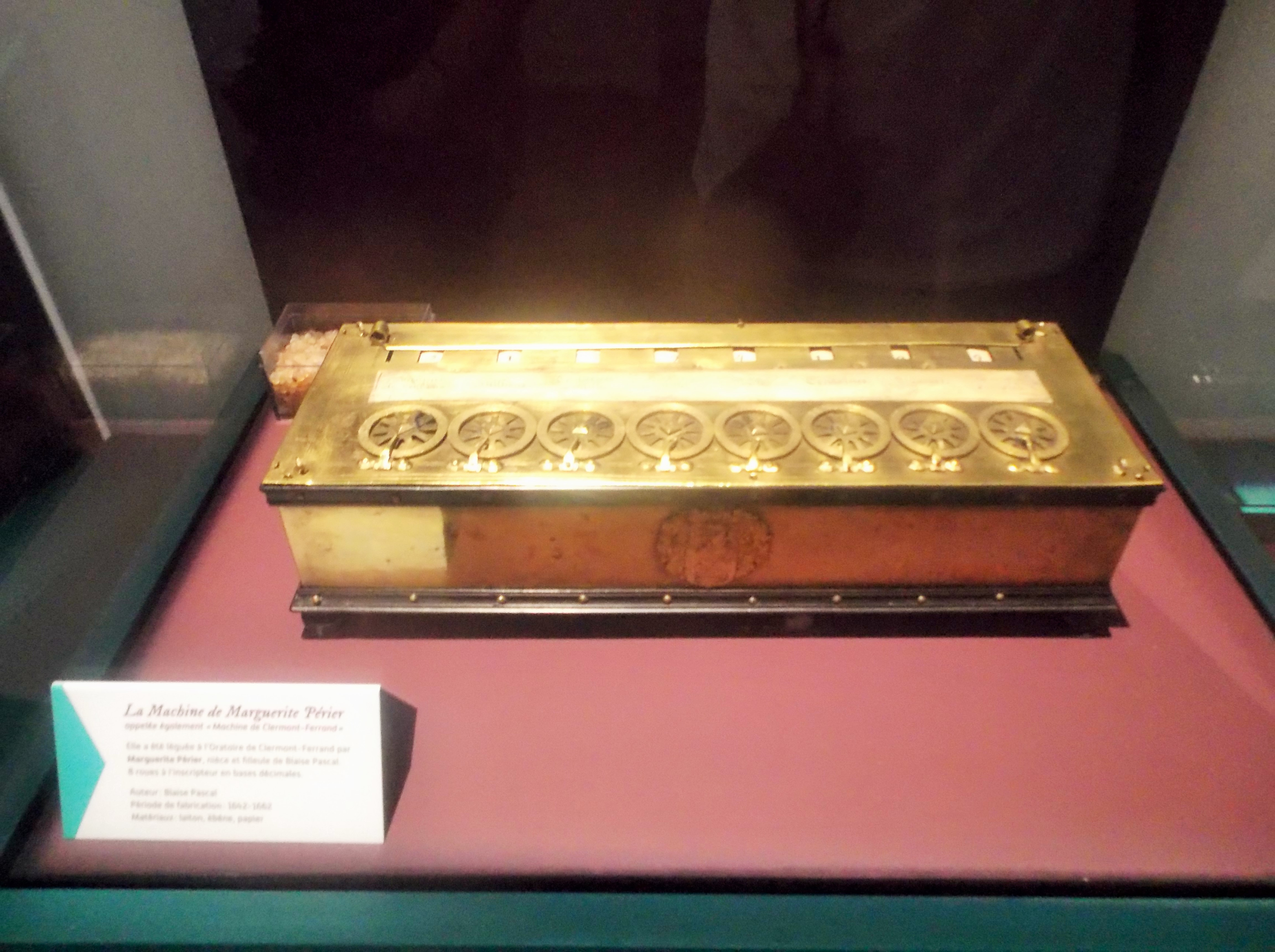
Machine de Marguerite Périer (pascaline)
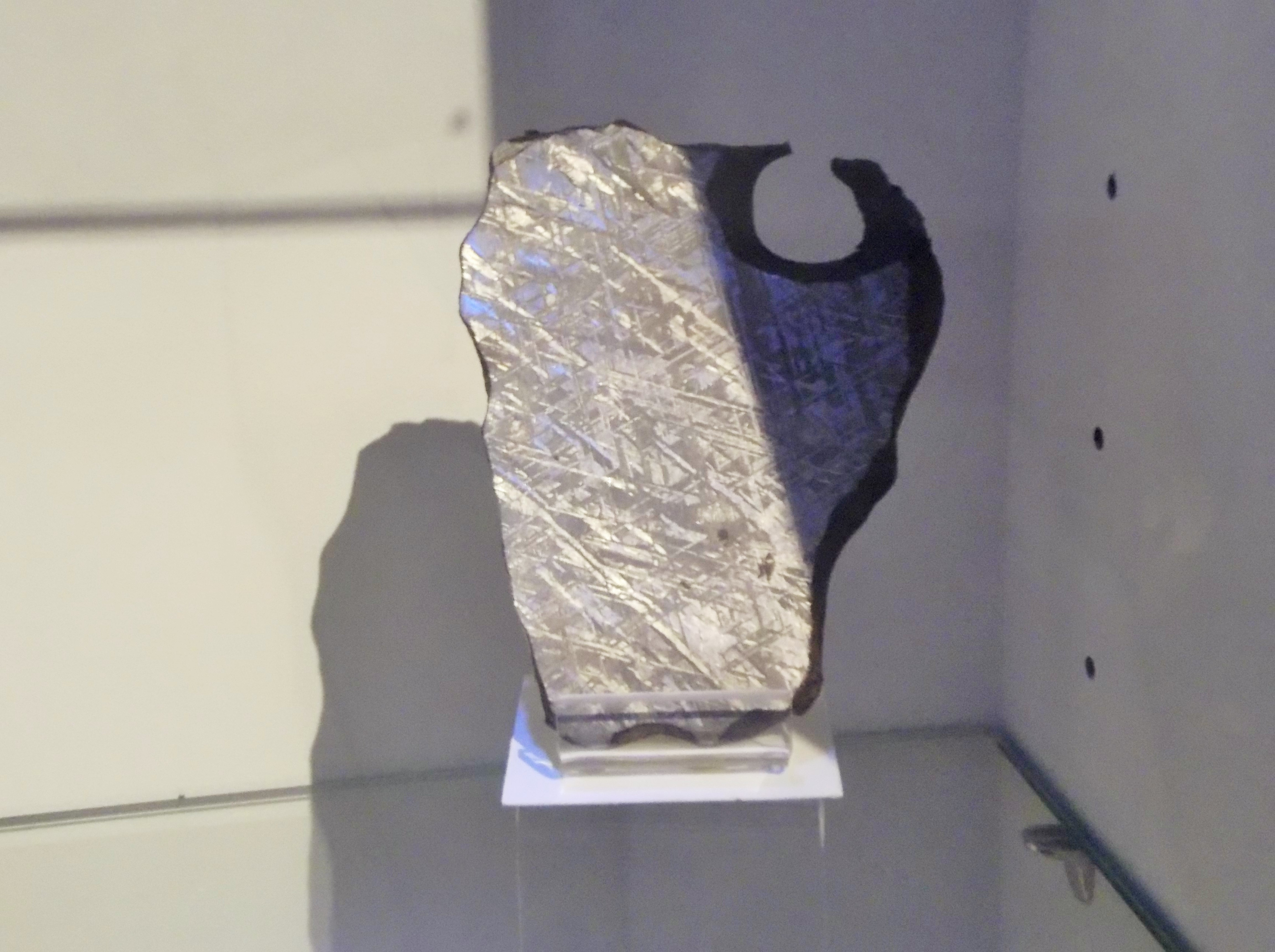
Fragment de la météorite de Gibeon (Namibie).

La bibliothèque scientifique du muséum, accessible sur rendez-vous, conserve plus de 20 000 ouvrages scientifiques, plus de 400 revues, et des fonds d'archives scientifiques. Son catalogue est consultable en ligne.

## Fréquentation
| 2001   | 2002   | 2003   | 2004   | 2005   | 2006   | 2007   | 2008   | 2009   | 2010   | 2011   | 2012   | 2013   | 2014   | 2015   | 2016   | 2017   | 2018   | 2019   |
| ------ | ------ | ------ | ------ | ------ | ------ | ------ | ------ | ------ | ------ | ------ | ------ | ------ | ------ | ------ | ------ | ------ | ------ | ------ |
| 24 420 | 18 917 | 16 647 | 22 323 | 26 480 | 28 729 | 27 089 | 27 753 | 25 841 | 25 894 | 17 513 | 30 118 | 22 822 | 24 122 | 29 750 | 31 345 | 44 786 | 29 615 | 28 272 |

## Publications du musée

### Étude des collections
- Élisabeth Cartoux, L'herbier Henri Lecoq, Clermont-Ferrand, Muséum Henri-Lecoq, coll. « Les collections du Muséum Henri-Lecoq » (no 9), 2021, 91 p. (ISBN 979-10-93754-04-8)
- Philippe Bachelard et Marie-Françoise Faure, La collection de papillons et les espèces menacées d'Auvergne, Clermont-Ferrand, Muséum Henri-Lecoq, coll. « Les collections du Muséum Henri-Lecoq » (no 8), 2017, 86 p. (ISBN 979-10-93754-03-1)
- Laurent Charles et Marie-Françoise Faure, La collection malacologique d'Henri Lecoq et les coquilles de P.L. Duclos, Clermont-Ferrand, Muséum Henri-Lecoq, coll. « Les collections du Muséum Henri-Lecoq » (no 7), 2016, 126 p.
- Élisabeth Cartoux, Les lichens de William Nylander, Clermont-Ferrand, Muséum Henri-Lecoq, coll. « Les collections du Muséum d'histoire naturelle Henri-Lecoq » (no 6), 2012, 75 p. (ISBN 978-2-9528068-5-5)
- Nathalie Vidal, Les machines arithmétiques de Blaise Pascal, Clermont-Ferrand, Muséum Henri-Lecoq, coll. « Les collections du Muséum d'histoire naturelle Henri-Lecoq » (no 5), 2011, 75 p. (ISBN 978-2-9528068-4-8)
- Élisabeth Cartoux, Iconographie des champignons d'Auvergne de Martial Lamotte, Clermont-Ferrand, Muséum Henri-Lecoq, coll. « Les collections du Muséum d'histoire naturelle Henri-Lecoq » (no 4), 2009, 71 p. (ISBN 978-2-9528068-3-1)
- Stéphane Pelucchi, Le cabinet d'histoire naturelle de Lavoisier, Clermont-Ferrand, Muséum Henri-Lecoq, coll. « Les collections du Muséum d'histoire naturelle Henri-Lecoq » (no 3), 2009, 71 p. (ISBN 978-2-9528068-2-4)
- Élisabeth Cartoux, Les orchidées, Clermont-Ferrand, Muséum Henri-Lecoq, coll. « Les collections du Muséum d'histoire naturelle Henri-Lecoq » (no 2), 2007, 63 p. (ISBN 978-2-9528068-1-7)
- Marie-Françoise Faure et David Demerges, Les œufs d'oiseaux, Clermont-Ferrand, Muséum Henri-Lecoq, coll. « Les collections du Muséum d'histoire naturelle Henri-Lecoq » (no 1), 2006, 59 p. (ISBN 978-2-9528068-0-0)

### Catalogues d'exposition
- Lecoq en bulle, Clermont-Ferrand, Muséum Henri-Lecoq, 2014, 34 p. (ISBN 979-10-93754-00-0, présentation en ligne)Présentation de la vie et de l'œuvre d'Henri Lecoq et des collections du musée par cinq illustrateurs (Patrick Prugne, Thibault Prugne, Jérémy Cappana, Boris Sabatier et Laurent Bordier). Ouvrage publié pour accompagner l'exposition du même nom (17 mai 2014 au 4 janvier 2015).

- Stéphane Pelucchi et Thibault Prugne, Affaires de plombs : une enquête de M.-H. Lecoq, Clermont-Ferrand, Muséum d'histoire naturelle Henri-Lecoq, 2013, 93 p. (ISBN 978-2-9528068-6-2)
- « Si la mesure m’était comptée… » (11 avril – 22 février 2009), Clermont-Ferrand, 2009, 104 p. (lire en ligne)

### Autres
Mission catiche ! (ill. Fabienne Cinquin), la Poule qui pond édition, 2017, 28 p. (ISBN 979-10-93853-23-9)